# L'Eliogabalo (opera)
L'Eliogabalo è un'opera del compositore italiano Francesco Cavalli su libretto di autore ignoto, composta nel 1667. Il protagonista è l'imperatore romano Eliogabalo (218–222), alto sacerdote del dio sole.
Il testo manoscritto dell'opera, che si basa sulla Historia Augusta, evidenzia un protagonista «languido, lascivo, effeminato, libidinoso» ed è conservato nella Collezione Contarini della Biblioteca nazionale Marciana di Venezia. 

## Rappresentazioni
L’opera fu composta per andare in scena al carnevale di Venezia del 1668, ma per cause a noi sconosciute non venne rappresentata.
Andò in scena per la prima volta nel 1999 in occasione dell’inaugurazione del nuovo Teatro san Domenico di Crema, città natale di Cavalli. Successivamente ci furono nuove rappresentazioni: nel 2004 al teatro La Monnaie di Bruxelles, nel 2007 al Festival di Aspen, nel 2009 a Northington, nel 2011 a Dortmund, nel 2013 a New York, nel 2016 a Calais.
Del 2016 è la rappresentazione al Palais Garnier dell'Opéra national de Paris, in co-produzione con la Dutch National Opera, regia di Thomas Jolly, diretta da Leonardo García Alarcón; tra gli interpreti: Franco Fagioli è Eliogabalo, Paul Groves è Alessandro Cesare, Nadine Sierra è Flavia Gemmira, Valer Barna-Sabadus è Giuliano Gordio, Elin Rombo è Anicia Eritrea. La rappresentazione venne filmata, ma il DVD non è mai stato commercializzato.